# Cá voi đầu dưa
Cá voi đầu dưa (danh pháp hai phần: Peponocephala electra) là một loài cá voi có răng thuộc họ Delphinidae. Loài cá voi đầu dưa có mối quan hện gẫn gũi với cá hổ kình lùn và cá voi hoa tiêu. Nó cũng có mối quan hẹ với cá giả hổ kình. Loài này phân bố khắp các vùng nước nhiệt đới trên thế giới dù ít được con người nhìn thấy vì nó thích vùng nước sâu.

## Phân bố
Cá voi đầu dưa sống xa bờ tại tất cả các đại dương nhiệt đới và cận nhiệt đới trên thế giới. Ở rìa phía bắc của phạm vi của nó, nó cũng có thể được tìm thấy ở vùng biển ôn đới. Cá thểđã được nhìn thấy ngoài khơi bờ biển phía nam của Ireland. Tuy nhiên thông thường cá voi đầu dưa được tìm thấy ngoài thềm lục địa giữa 20 ° N, 20 ° B. Hawaii và Cebu, Philippines, các địa điểm nhìn thấy cá voi vì thềm lục địa hẹp. Mặc dù không có dữ liệu cụ thể tồn tại, loài cá voi này là loài không di cư, giống như các loài trong phân họ của nó.

## Hình ảnh

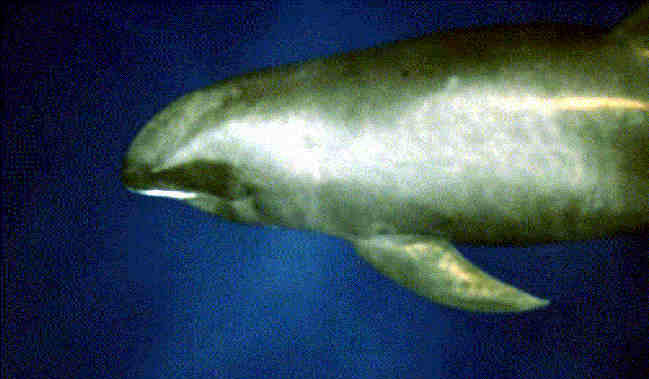
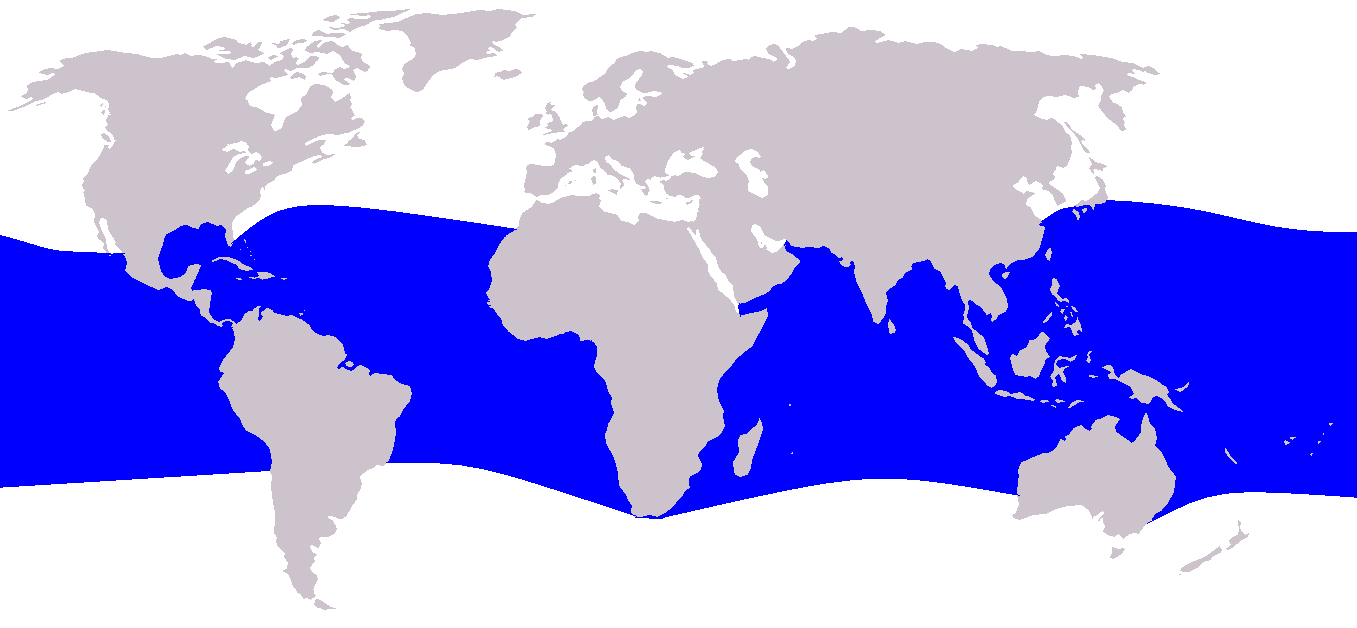
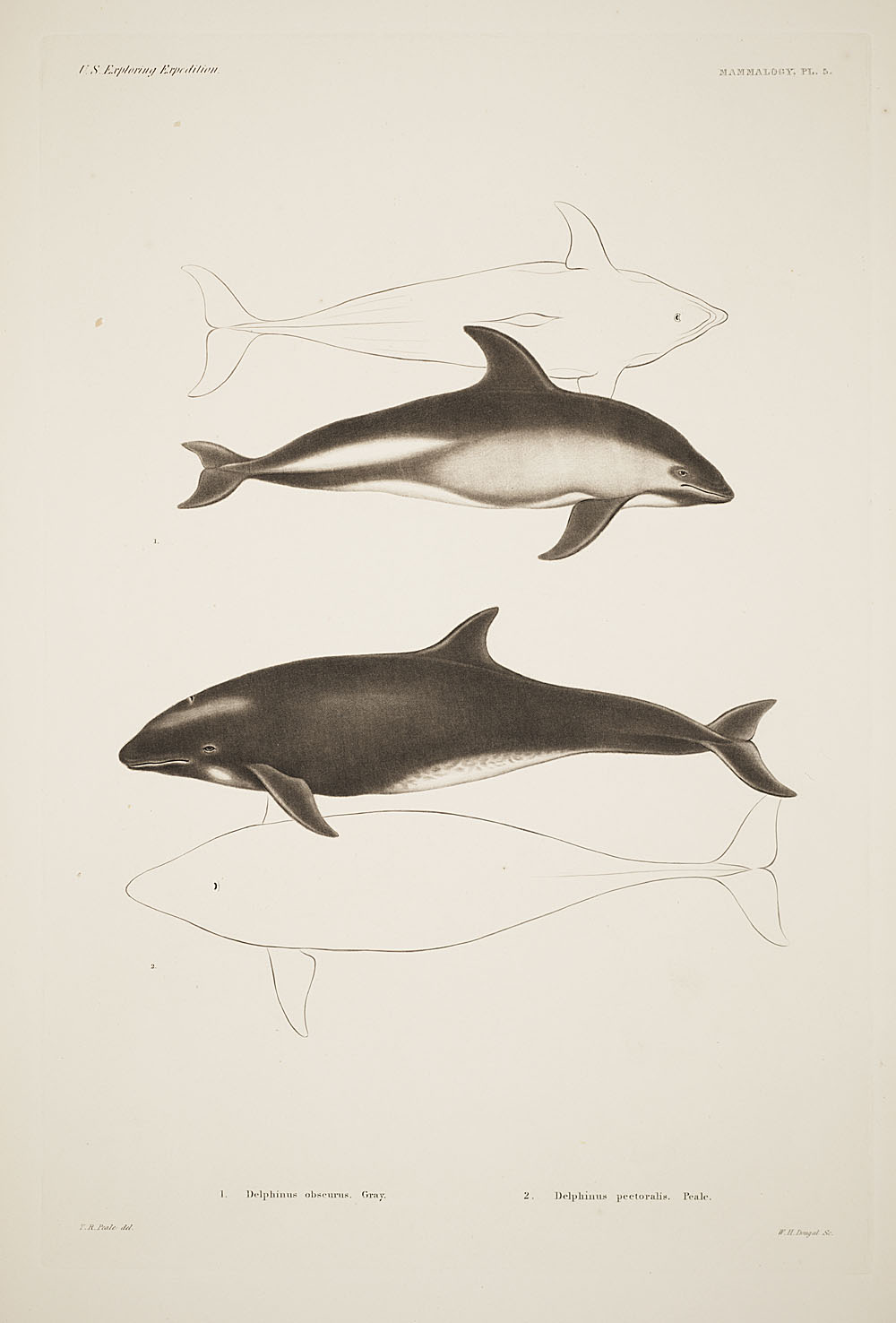
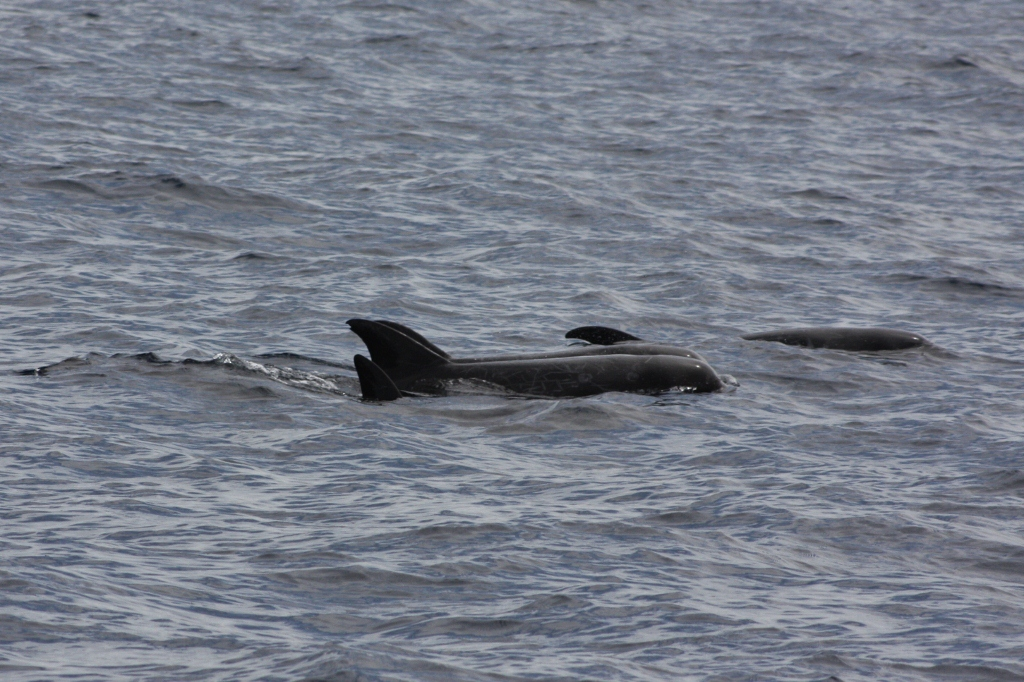